# Gvalsjön
Gvalsjön är en sjö i Örnsköldsviks kommun i Ångermanland och ingår i Nätraåns huvudavrinningsområde. Sjön har en area på 0,0732 kvadratkilometer och ligger 78 meter över havet.

## Delavrinningsområde
Gvalsjön ingår i det delavrinningsområde (701778-163497) som SMHI kallar för Utloppet av Gvalsjön. Medelhöjden är 91 meter över havet och ytan är 0,41 kvadratkilometer. Det finns inga avrinningsområden uppströms utan avrinningsområdet är högsta punkten. Vattendraget som avvattnar avrinningsområdet har biflödesordning 2, vilket innebär att vattnet flödar genom totalt 2 vattendrag innan det når havet efter 10 kilometer. Avrinningsområdet består mestadels av skog (79 procent). Avrinningsområdet har 0,07 kvadratkilometer vattenytor vilket ger det en sjöprocent på 17,7 procent.